# Le Vauclin
Le Vauclin es una comuna situada en la zona meridional de Martinica. 

## Características generales

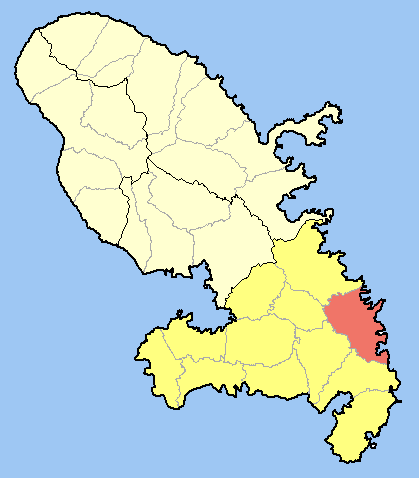
Ubicación de Le Vauclin en la subprefectura de Le Marin dentro del departamento de Martinica.

Tiene una población de 8.689 habitantes, un área de 39 km² y una densidad de 223 hab./km². En 1999 su tasa de desempleo fue del 42,8%.